# 張宏 (元朝)
张宏（1229年—1287年），字可大，济南路历城县（今山东省济南市）人，元朝政治人物。

## 生平
張宏通蒙古语，宪宗蒙哥时，张宏嗣父张邦杰济南兵马都总管兼知府的事职。1259年从忽必烈攻打南宋鄂州。忽必烈即位，任命他为济南行军万户、管民总管。1262年，李璮在益都反蒙，攻下济南，他逃到京师上都，跟随宗王合必赤回到济南围攻李璮，立功晋升为大都督。1264年，转任真定路总管兼府尹。1265年，因为在济南时趁乱盗用官物被罢官。1272年，起用为新军万户，劝说宋朝安抚使吕文焕以襄阳归降元朝。次年，张宏担任襄阳等处统军使。宋朝灭亡，他因病归乡。因为他的两个女儿为按赤台后王忽列虎儿和金刚奴的王妃，于是留居兀鲁回河（今内蒙古自治区东乌珠穆沁旗乌拉根果勒）草地。59歲在家逝世，諡武靖。

## 延伸阅读
[在维基数据编辑]
 《新元史/卷140》，出自柯劭忞《新元史》